# Фокс, Брайан
Брайан Фокс (род. 1959) — программист, консультант, автор и защитник свободного программного обеспечения, создавший Bash, оболочку операционной системы GNU, представленную в виде бета-версии в июне 1989 года. Он продолжал сопровождать Bash по крайней мере до начала 1993 года.

## Фонд свободного программного обеспечения (FSF)
В 1985 году Фокс работал с Ричардом Столлманом в только что созданном Ричардом Фонде свободного программного обеспечения. В FSF Фокс создал GNU Bash, GNU Makeinfo, GNU Info, GNU Finger, а также библиотеки GNU Readline и history.
Он также некоторое время сопровождал Emacs и внес большой вклад в программное обеспечение, которое было создано для проекта GNU между 1986 и 1994 годами.